# さんわグループ
さんわグループ（英: Sanwa Group）は、愛知県海部郡に本社を置く株式会社さんわコーポレーションを中心に名古屋コーチンを主体とした鶏肉の第三次加工・卸小売業を行う企業グループである。

## 概要
2020年（令和2年）に創業120年を迎えた老舗企業である。
三和の純鶏名古屋コーチンをはじめとした鶏肉加工、及び鶏肉、贈答用、お土産用商品の製造・卸業務を手がけ、ヒナの仕入から販売までの過程を一貫して管理し三和の純鶏名古屋コーチンとして販売している。名古屋コーチンの年間全生産量の約3割を超え、全国一の生産量を誇る。
全国の百貨店・エキナカ・ターミナル・都心型複合商業施設・郊外型複合商業施設・高速道路サービスエリアへ出店している。
”愛知ブランド”認定と食品安全に関するマネージメントシステムの国際規格ISO22000：2005を取得している。

## 沿革

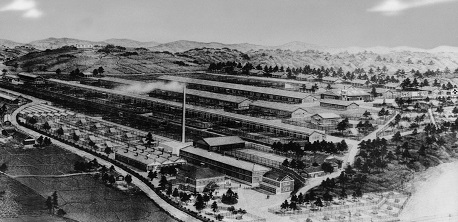
1933年（昭和8年）愛知県知多郡大高町に三和農場建設

- 1900年（明治33年）- 名古屋市西区鹽町十丁目に米穀、及び雑穀、飼料商として伊藤和四五郎商店（現・日本農産工業）創業[7][3]
- 1933年（昭和8年）- 愛知県知多郡大高町（後の名古屋市緑区）に名古屋コーチンをはじめ、8万羽を育成し東洋一の規模を誇る三和農場を建設[6][8][3]
- 1955年（昭和30年） - 古川柳三により名古屋市熱田区大宝に三和畜産株式会社（現・さんわコーポレーション）設立[3]
- 1956年（昭和31年）- 名古屋市西区菊井町（後の名古屋市西区名駅二丁目）に"若鶏のさんわ"直営一号店（2018年閉店）として大衆鶏肉料理店開店
- 1957年（昭和32年）- 名古屋駅前地下街に"若鶏のさんわ"として初めての鶏肉直営小売店開店
- 1958年（昭和33年）- 三菱商事と提携し、関東地区流通卸部門として東京三和畜産株式会社（現・フードリンク）設立
- 1965年（昭和40年）- 愛知県海部郡に大治工場完成[3]
- 1978年（昭和53年）- タイに合弁会社セントラル・ポートリー・プロセッシング社設立
- 1983年（昭和58年）- 株式会社サンワインターナショナル設立
- 1984年（昭和59年）- 愛知県海部郡に二次・三次加工を中心とした本社プロセスセンター完成[3][9][10][11]
- 1986年（昭和61年） - 小売部門を独立させ、株式会社ゆめみ亭（現・オールドリバー）設立
- 1989年（平成元年） - さんわグループ本社事務所完成
- 1990年（平成2年）- 関東地区百貨店に"若鶏のさんわ"小売店舗出店
- 1991年（平成3年） - 北陸プロセスセンター完成[3]
- 1994年（平成6年）- 関東地区百貨店に純鶏名古屋コーチンを中心とした小売店舗"鶏三和"を出店
- 2000年（平成12年）- 有限会社中日本ファームズのグループ化
- 2001年（平成13年）- 関東地区百貨店に小売店舗"チキンファーム・デリ"出店
- 2002年（平成14年）- 中部地区アウトレットモールに"鶏三和"親子丼イートイン店舗出店
- 2004年（平成16年）
  - 株式会社マルセのグループ化により純鶏名古屋コーチンの飼育・一次加工業務開始
  - 九州地区百貨店に"鶏三和"小売店舗出店
- 2006年（平成18年）- 関東地区百貨店に"伊藤和四五郎商店"小売店舗出店
- 2008年（平成20年）- 関東地区の駅ナカ商業施設に"チキンファーム・デリ"小売店舗出店
- 2009年（平成21年）- 関東地区都心型複合商業施設に"鶏三和"親子丼イートイン併設型小売店舗出店
- 2010年（平成22年）
  - 中部地区高速道路サービスエリアに"鶏三和"親子丼イートイン並びに小売店舗出店
  - 中部地区郊外型複合商業施設のフードコートに"鶏三和"親子丼イートイン店舗出店
- 2011年（平成23年）- 中部国際空港に"鶏三和"親子丼イートイン並びに小売店舗出店
- 2014年（平成26年）- 関東地区及び関西地区の都心型複合商業施設のレストランゾーンに"鶏三和"親子丼専門店出店
- 2017年（平成29年）- 台湾現地法人として台灣鳥三和有限公司設立
- 2018年（平成30年）
  - 畜産クラスター制度を利用した直営農場を新設
  - 台湾に"鶏三和"親子丼イートイン店舗出店
- 2020年（令和2年）- 本社事務所を新設

## グループ会社
株式会社さんわコーポレーション
三和の純鶏名古屋コーチンをはじめとした鶏肉加工および贈答品・お土産商品の製品・卸業務
株式会社サンワインターナショナル
さんわグループの業務指導、資産管理、不動産賃貸
株式会社オールドリバー
三和の純鶏名古屋コーチンをはじめとした鶏肉、総菜、米飯、贈答品、お土産の小売・外食業務
有限会社中日本ファームズ
三和の純鶏名古屋コーチン専用農場による飼育業務
株式会社マルセ
三和の純鶏名古屋コーチン専用農場による飼育業務および処理加工業務
台灣鳥三和有限公司
台湾における総菜、米飯の小売、贈答品、土産の小売・外食業務

## 主な商品
- 鶏肉原料

名古屋コーチン、香草美水鶏(こうそうめいすいどり）、国内産一般鶏、国内産銘柄鶏海外鶏肉（正肉、規格品）
- 鶏肉加工商品

市販用：手羽唐、鶏肉燻製、味付鶏肉、手羽唐
業務用：鍋スープ、磯辺揚げ、精肉

- 手土産・贈答品

手羽煮、手羽唐、名古屋コーチンたまごぷりん、名古屋コーチンハム、名古屋コーチン水炊き鍋セット
- 新業態店舗

名古屋コーチン親子丼、鶏かつ丼、唐揚定食、鶏南蛮定食、焼鳥、米飯和洋鶏総菜（唐揚、焼鳥、磯揚げ等）、精肉

## CMソング
昭和30年当時、若年期の鶏肉は一般的ではなく、当時は「かしわ」という一般家庭で卵を産まなくなり、老齢化した肉質の固い肉が食されていたが、若年期の鶏肉の柔らかさとおいしさを一般に認知してもらう為「かしわ」に対して”わかどり”という言葉を使ったラジオCMの放送を開始。
- CMソング

とっても柔らかどなたも誉める　さんわさんわさんわのわかどり　おいしったらないね♪

## 店舗展開
東北、関東、中部、関西、山陽、九州地区の百貨店・駅ナカ・駅ビル・郊外、都心型複合商業施設・高速道路サービスエリアでの鶏肉、総菜、米飯、贈答品、お土産の小売・外食業務（鶏肉特化型専門小売・外食店舗） 
伊藤和四五郎商店
さんわグループ創始者である伊藤和四五郎の名を冠し、純鶏名古屋コーチンを始めとした鶏肉のみを取り扱うグループの旗艦店舗
鶏三和・尾張さんわ屋
純鶏名古屋コーチンを始めとした諸国名産鶏を中心に、鶏肉を提供する老舗店舗
チキンファーム・デリ（CFD）
ナチュラルな香草美水鶏などを素材とした、欧米風のカジュアルな店舗
さんわ
新鮮な鶏肉料理素材から総菜、米飯などを幅広く、手頃な価格帯で提供する店舗
鶏撰
鶏総菜の中で「和」をテーマとした食材を中心に、純鶏名古屋コーチンを始めとする、焼鳥、総菜、米飯などの商品を提供する店舖
全国に約80店舗を構える（2021年10月現在）

### 注
1. ↑  1980年代までは「のこいのこ」がこのCMソングを歌っている

## 参考資料
- 「月刊食品工場長」日本食糧新聞社　2014年2月（No.202）
- 「先取り経営で成功する中部の企業」中部経済新聞社　1983年7月2日初刷
- 「養鶏春秋」養鶏春秋社　1984年7月1日発行
- 「鶏友」株式会社鶏友社　1984年8月1日発行（第562号）
- 「産業新潮1987年6月号」産業新潮社　1987年6月1日発行（第417号）
- 「週刊鶏卵肉情報」日本養鶏報道連盟加盟社　1984年6月22日発行（第601号）
- 「近代中小企業」中小企業経営研究会　1995年4月1日発行（第400号）
- 「プレジデント」プレジデント社　1989年11月号